# 凤和乡
凤和乡，是中华人民共和国四川省南充市西充县曾经下辖的一个乡。2019年10月，撤销凤和乡和双江乡，将其所属行政区域划归仁和镇管辖。

## 行政区划
凤和乡撤销前下辖以下地区：
太保山村、石框垭村、石门沟村、石桥坝村、蚕丝山村、三角沟村、荣坪村、罐子沟村、土地井村、鹅背山村、罗针地村、蜞蚂山村和花脊岭村。